# Gmina Wisznice
Die Gmina Wisznice ist eine Landgemeinde im Powiat Bialski der Woiwodschaft Lublin in Polen. Ihr Sitz ist das gleichnamige Dorf mit mehr als 1500 Einwohnern.

## Gliederung
Zur Landgemeinde Wisznice gehören folgende 16 Ortschaften mit einem Schulzenamt:
Curyn
Dołholiska
Dubica Dolna
Dubica Górna
Horodyszcze
Łyniew
Małgorzacin
Marylin
Polubicze Dworskie
Polubicze Wiejskie Drugie
Polubicze Wiejskie Pierwsze
Ratajewicze
Rowiny
Wisznice
Wisznice-Kolonia
Wygoda